# Раднички (футбольный клуб, Крагуевац)
«Ра́днички» (серб. ФК Раднички 1923) — сербский футбольный клуб из города Крагуевац, в Шумадийском округе в центральной Сербии. Клуб основан в 1923 году под названием «Млади Радник», в 1929 году получил нынешнее название. Домашние матчи проводит на стадионе «Чика Дача», вмещающем 15 100 зрителей. В начале 1970-х годов провёл пять сезонов в высшем дивизионе чемпионата Югославии, но не поднимался выше 15-го места.

## История названий
- 1923 — 1929 — Млади радник
- 1929 — 2009 — Раднички
- 2009 — 2010 — Шумадия Раднички 1923
- 2010 — н. в. — Раднички 1923